# Сас Линас Сикас (Нуоро)
Сас Линас Сикас је насеље у Италији у округу Нуоро, региону Сардинија.
Према процени из 2011. у насељу је живело 35 становника. Насеље се налази на надморској висини од 18 м.